# Диференціальне обертання
Диференціальне обертання (від лат. differentia — різниця, відмінність) — тип обертання, за якого різні частини об'єкта обертаються навколо спільної осі обертання з різною кутовою швидкістю. Як правило, наявність диференціального обертання свідчить або про рідкий чи газоподібний агрегатний стан фізичного тіла, або про «складену» природу об'єкта чи механізму, частини якого пов'язані тільки за допомогою осі обертання.
В іншому випадку, коли об'єкт обертається як єдине тіло, кажуть про твердотільне обертання.
В астрономії такий тип обертання зустрічається у випадках великих небесних тіл, які не мають твердої поверхні або мають значну газову оболонку — наприклад, у планет-гігантів і зір (зокрема, й у Сонця). У цьому разі різні області небесного тіла зі своїми широтами мають власний період обертання навколо осі обертання. Диференціальне обертання спостерігається також у разі акреційних дисків та протяжних кілець планет. Серед погодних явищ диференціальне обертання спостерігається в циклонах, смерчах тощо.